# Epitafium Bartłomieja w Szprotawie

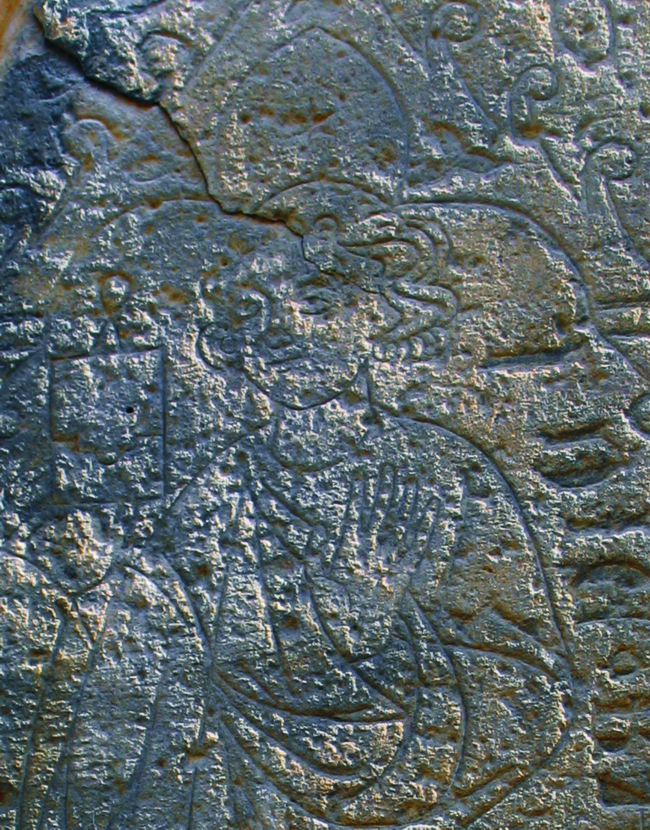
Fragment epitafium Bartłomieja w Szprotawie

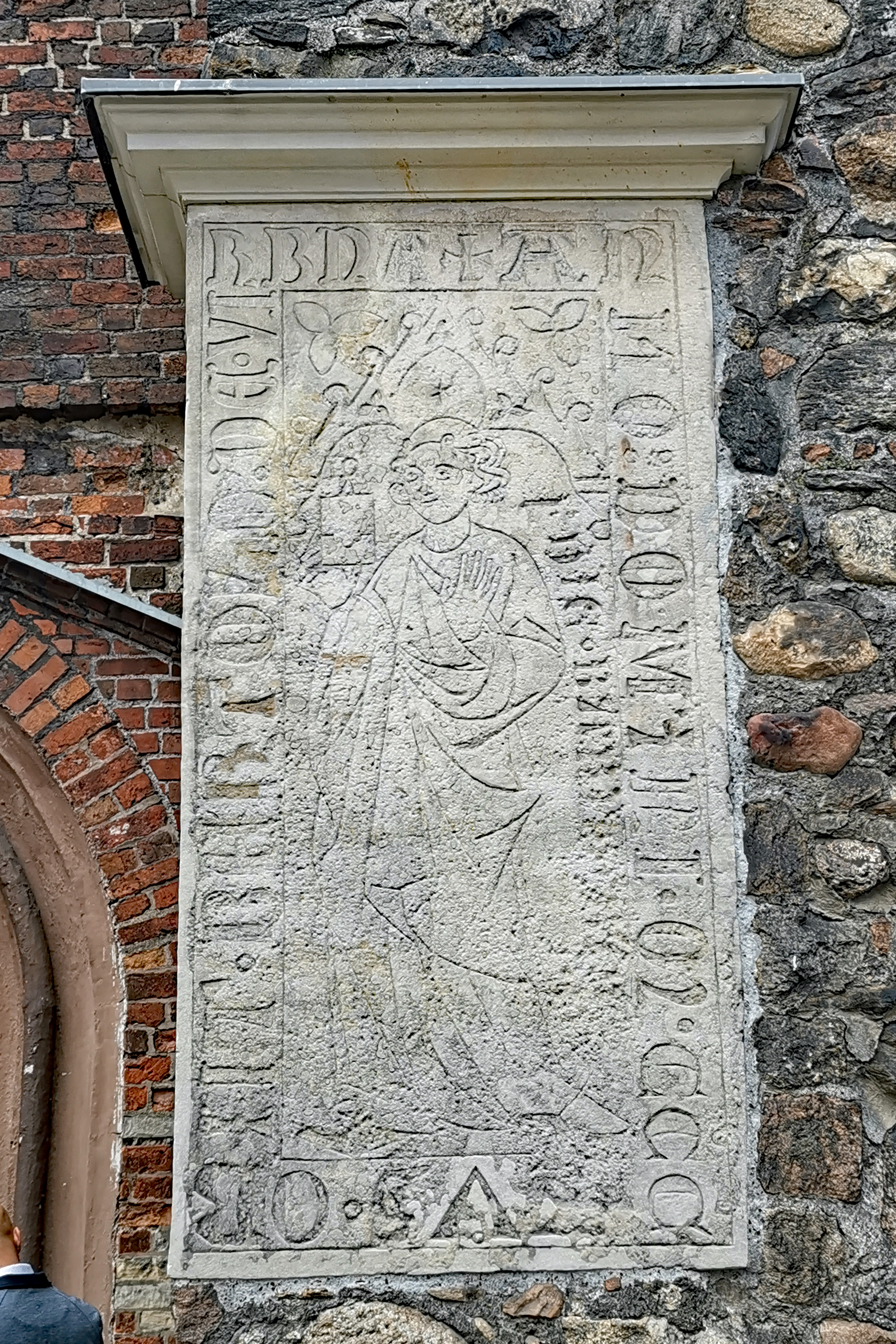
Epitafium Bartłomieja w Szprotawie

Epitafium Bartłomieja w Szprotawie – płyta nagrobna kaznodziei Bartłomieja z 1316, wykonana z piaskowca, wmurowana w wieżę kościoła pw. Wniebowzięcia NMP w Szprotawie.
Czytelne inskrypcje: ANNO DOMINI MCC/C/XV/I OBIT BERTHOLD D…A + BARNABE.
Szprotawski historyk dr Felix Matuszkiewicz wysunął przypuszczenie, że brakujące litery to: DE WYRBNA, co należałoby tłumaczyć jako „z Wierzbna”. Podparciem tej teorii ma być wzmianka w 1326 o dziedzicu sąsiedniej miejscowości Iławy, tj. Henricus et Stephanus de Wyrbna.
Dolnośląski konserwator zabytków Hans Lutsch określił płytę jako najstarszy udokumentowany nagrobek na Śląsku.
Płyta przedstawia postać duchownego, lewą ręką błogosławiącego, natomiast w prawej ręce trzymającego księgę, na której stoi rzekoma klepsydra. Przy głowie duchownego znajdują się trzy łukowate motywy przypominające płatki kwiatów. 
Wyryte symbole miałyby oznaczać: księga – ludzkie życie lub wiedzę, klepsydra – czas lub grawitację, łukowate motywy – myśl lub intencję, lewa ręka – błogosławieństwo lub moc płynącą z wiedzy. 
W 2008 płyta została poddana specjalistycznej renowacji.